# Sergio Recabarren Valenzuela
Sergio Recabarren Valenzuela (Santiago, 16 de julio de 1919-bíd., 5 de diciembre de 1991) fue un abogado, diplomático y político chileno, miembro del Partido Agrario Laborista (PAL). Se desempeñó como ministro de Estado durante el segundo gobierno del presidente Carlos Ibáñez del Campo.

## Familia y estudios
Nació en Santiago de Chile el 16 de julio de 1919, hijo de Arturo Recabarren e Isaura Valenzuela. Realizó sus estudios primarios y secundarios en el Instituto Alonso de Ercilla, Liceo de Aplicación y Liceo Nocturno Federico Hanssen, todos de Santiago. Luego continuó los superiores en la Escuela de Derecho de la Universidad de Chile; juró como abogado en 1953, con la tesis se titulada: Solidaridad continental. Estudió además, pedagogía, sociología, psicología e historia de la cultura, y ejerció libremente su profesión en Santiago.
Por otra parte, fue ayudante de las cátedras de política económica, derecho constitucional y derecho financiero, en la Escuela de Derecho de la Universidad de Chile.

## Carrera política
Militó en el Partido Agrario Laborista (PAL), desde su fundación; siendo su presidente nacional en 1951. En la Convención de la colectividad del 1 de mayo de 1951, efectuada en Chillán, fue proclamada la candidatura presidencial del general Carlos Ibáñez del Campo.
En las elecciones parlamentarias de 1953, postuló como candidato adiputado por la Séptima Agrupación Departamental (Santiago), 1° Distrito, resultando electo por el periodo legislativo 1953-1957. Durante su gestión integró la Comisión Permanente de Constitución, Legislación y Justicia; la de Hacienda; la de Trabajo y Legislación Social; y la de Relaciones Exteriores.
El 6 de enero de 1955, renunció a su diputación luego de que Ibáñez del Campo lo nombró como titular del Ministerio del Interior, cargo que ejerció hasta el 21 de febrero de ese año. Para llenar su escaño en la Cámara de Diputados, el 6 de febrero se realizó una elección complementaria y el 22 de marzo se incorporó en su reemplazo el abogado y militante falangista Rafael Agustín Gumucio Vives. Luego, fue destinado a ejercer la titularidad del Ministerio de Hacienda; función que cumplió desde el 21 de febrero hasta el 30 de mayo del mismo año.
Tras dejar el Ministerio, fue designado como embajador de Chile ante las Naciones Unidas (ONU), misión diplomática que ocupó fugazmente. En 1962 fue candidato en la elección complementaria para llenar la vacante dejada por el diputado Humberto Pinto Díaz (PCU), sin embargo no resultó elegido.
Falleció en su ciudad natal el 5 de diciembre de 1991.